# Sproxton (Leicestershire)
Sproxton è un villaggio e parrocchia civile dell'Inghilterra, appartenente alla contea del Leicestershire.